# Теорія склянки води
Теорія склянки води — погляд на любов, шлюб та сім'ю, що опирається на запереченні любові і зведенні стосунків між чоловіком та жінкою до інстинктивного статевого потягу, який має задовольнятися без будь-яких «умовностей», на кшталт, вгамування спраги (зайнятися сексом просто, як випити). Зустрічався у перші роки радянської влади.
Критично проаналізований радянським діячем Анатолієм Луначарським у статті «Про повсякденне життя: молодість та теорія склянки води». Авторство цієї теорії часто необґрунтовано приписують Олександрі Коллонтай та Кларі Цеткін, які, висловлюючи радикальні марксистські погляди на поняття кохання, ніколи не порівнювали їх на рівні «склянки води». Навпаки, Коллонтай стверджувала, що «суспільство має навчитися розпізнавати всі форми шлюбу, незалежно від своїх незвичайних контурів».

## Витоки
Вперше згадка про склянку води з'являється в біографії Фредеріка Шопена, написаної Ференцем Лістом в середині XIX століття (1852), це слова подруги Шопена і головної емансипантки тієї епохи Жорж Санд: «Кохання, як склянка води, дається тому, хто його просить».
Ідеї емансипації (звільнення від будь-якої залежності, скасування будь-яких обмежень, рівняння у правах) жінки почали розвивати в середині XIX століття. Передбачення у тому, що соціалізм знищить буржуазну сім'ю, висловлювали Маркс та Енгельс.
Теорія за своїми ідеями схожа із сексуальною революцією сімдесятих років ХХ століття у країнах.

## Концепція нової жінки
Концепція нової жінки зародилася у другій половині ХІХ століття. Нову жінку описували у своїх творах Жорж Санд, Генрік Ібсен, Микола Чернишевський та Іван Тургенєв. Найбільш відомий теоретик, який писав про нову жінку — російська революціонерка Олександра Коллонтай.

## Марксистські погляди на взаємини чоловіка та жінки
Марксистські погляди на взаємини чоловіка й жінки та на функції сім'ї докладно викладені Фрідріхом Енгельсом у роботі «Походження сім'ї, приватної власності та держави». Згідно з Енгельсом, сім'я є надбудовою над економічним базисом. Наприклад, моногамію Енгельс трактує як спосіб передачі багатств у спадок своїм біологічним дітям. За Енгельсом, сімейне господарство за соціалізму має стати частиною суспільної праці, а догляд за дітьми та їх виховання — суспільною справою, у зв'язку з цим інститут сім'ї у буржуазному варіанті просто помре. Відмирання буржуазної сім'ї також пророкував « Маніфест комуністичної партії».
Відповідно до спогадів Клари Цеткін, Ленін негативно ставився до теорії склянки води і називав її «цілком немарксистською і навіть протисуспільною».

Ви, звичайно, знаєте знамениту теорію про те, що в комуністичному суспільстві задовольнити статевий потяг та потребу в коханні так само просто та незначно, як випити склянку води. Від цієї теорії «склянки води» наша молодь розлютилася, дуже розлютилася. Вона стала злим роком багатьох юнаків та дівчат. Прихильники її стверджують, що це марксистська теорія. Дякую за такий «марксизм».

<…>

Звісно, спрага потребує задоволення. Але хіба нормальна людина за нормальних умов ляже на вулиці в бруд і питиме з калюжі? Чи навіть зі склянки, краї якої захоплені десятком губ?

Анатолію Луначарському теорія склянки води не подобалася. Він стверджував, що при соціалізмі збережеться кохання, причому, воно буде принципово відрізнятися від любові буржуазної: «Серйозне, глибоко-стримане, вдумливе, гарне кохання має бути у нас замість розпусти буржуазії та „нігілістичого“ погляду на „голий“ статевий потяг».

## Популярність теорії у 1920-і роки
Уподібнення статевих стосунків будь-якому іншому фізіологічному акту, у тому числі вгамування спраги, досягло піку популярності в 1920-ті роки. Про теорію склянки води писала преса, їй присвячувалися комсомольські диспути.

### Наслідки
Наслідками сексуальної свободи стала велика кількість згвалтувань, венеричних захворювань та народження позашлюбних дітей, яких здавали до Народних садків, тобто до інтернатів, при тому що на одне народження припадало три аборти.

## Критика теорії
У 1924 році Арон Залкінд опублікував 12 статевих заповідей революційного пролетаріату. Це кодекс, покликаний упорядкувати і утихомирити хвилю народного прагнення статевої свободи, носив рекомендаційно-виховний (не законодавчий) характер і який завжди застосовувався практично.
У 1926—1929 роках теорія склянки води зазнавала великої критики та гонінь.
1929 рік вважається роком завершення дії сексуальної революції більшовиків і теорії склянки води як основи цієї революції. Утім, низка дослідників історії сексуальної революції в СРСР стверджує, що сексуальна революція фактично закінчилася в 1935 році з появою формального закону про кримінальну відповідальність за порнографію.

## Образ радянської жінки
Ідеал радянської жінки, що проповідувався в 1930-ті роки, істотно відходить від теорії склянки води та від уявлень Коллонтай. Радянська жінка тепер мала поєднувати трудові обов'язки як у сім'ї, і у зовнішній сфері.